# Kingsize Taylor
Edward William 'Kingsize' Taylor (Liverpool, 12 november 1939 – 2 januari 2023) was een Britse rockmuzikant.

## Geschiedenis
Taylors muzikale wortels lagen in de rock-'n-roll en de folkmuziek. Als zanger en gitarist hield hij zich bij tijden ook bezig met de traditionele skiffle. Taylor kreeg wegens zijn lichaamslengte de bijnaam Kingsize. Hij was vanaf 1957 lid van de Liverpoolse skiffleband The James Boys. Aan het eind van 1957 trad hij ook op in een rock-'n-roll-band, die vanaf 1960 optrad onder de naam King Size Taylor & the Dominoes.
Met een repertoire uit rock-'n-roll, r&b en country & western aanvaardde de band in de zomer van 1962 zijn eerste Duitse gastoptreden in de Star-Club in Hamburg. Vanaf het midden van 1963 vervoegde de saxofonist Howie Casey zich bij de band. Deze was een veteraan uit het livecircuit van Hamburg en had al in 1960 opgetreden met Derry & the Seniors in de Kaiserkeller. De formatie bestond nu uit zes muzikanten (twee saxofoons, twee gitaren, een basgitaar en 1 drum) en begon in Hamburg met plaatopnamen.
In de zomer van 1964 ontstond er onenigheid binnen de band, waardoor The Dominoes zich unaniem van hun bandleider en naamgever afzetten. Taylor ging terug naar Liverpool en werkte weer in zijn geleerde beroep als slager. In 1966 bracht Decca Records in het Verenigd Koninkrijk met Somebody's Always Trying / Look For My Baby een solosingle uit van Kingsize Taylor, die echter net als de in 1967 bij Polydor verschenen single Let Me Love You / Thinkin'  geen succes werd. Daarop trok Taylor zich geheel terug uit de showbusiness. Hij kon terugzien op 542 liveoptredens op het podium van de Star-Club
Taylor woonde lang in Hamburg en trad daar regelmatig op als zanger en gitarist. Hij stond naast Tony Sheridan, Chris Farlowe, Beryl Marsden, Karl Terry en anderen naar aanleiding van het 50-jarige jubileum van de Star-Club in april 2012 op het show-podium van de Fliegende Bauten in Hamburg.
Hij verhuisde naar Southport en werd slager. Hij overleed op 83-jarige leeftijd.

## Discografie

### Album
- 1965: King Size Taylor and the Dominoes. Live im Star-Club Hamburg, Volume 1 (Ariola)
- 1965: King Size Taylor and the Dominoes. Live im Star-Club Hamburg, Volume 2 (Ariola)
- 2000: Ariola Star-Club Aufnahmen (box-set van Bear Family Records)